# DoU
〈DoU〉는 2020년 1월 22일에 발매된 w-inds.의 42번째 싱글이다.

## 앨범 종류

### 초회한정반
1. DoU
2. Candy
3. DoU(Instrumental)
4. Candy(Instrumental)

### DVD
1. DoU (Music Video)
2. Making of DoU Music Video

### 통상반
1. DoU
2. Candy
3. We Don’t Need To Talk Anymore Remix feat.SKY-HI
4. DoU(Instrumental)
5. Candy(Instrumental)
6. We Don’t Need To Talk Anymore Remix (Instrumental)

## 차트
- 오리콘 데일리 차트 16위를 기록하였다. (20/1/22)
- 오리콘 위클리 차트 25위를 기록하였다. (20/2/3)
- CDTV lank 42위를 기록하였다. (20/2/1)
- 빌보드 뮤직재팬 차트 43위를 기록하였다. (20/1/29)